# Torfowisko soligeniczne
Torfowisko soligeniczne – torfowisko zasilane wodami podziemnymi wypływającymi na powierzchnię, tworzące się np. na źródliskach.
Zazwyczaj mają charakter torfowisk niskich, zaś dominującym na nich typem roślinności są mechowiska ze związków Caricion lasiocarpae i Caricion nigrae, niekiedy również kalcyfilne turzycowiska ze związku Caricion davallianae.
Wody źródlisk zasilających takie torfowiska przesączają się powoli przez złoże torfu, po czym wydostają się na powierzchnię tam, gdzie zwierciadło wody gruntowej styka się bezpośrednio z powierzchnią mszaru. Niekiedy wypływy te są punktowe, często jednak rozproszone, o charakterze wysięków lub młak.
Wody podziemne w takich miejscach są wysoko zmineralizowane, lecz ubogie w biogeny i łączą zawarte w nich pierwiastki w niedostępne dla większości roślin kompleksy. Mimo dużej ilości materii organicznej w torfie, rośliny żyją tu w warunkach stałego niedoboru biogenów. Ponieważ fosfor łączy się z wapniem w niedostępny dla roślin kompleks, siedliska mechowisk soligenicznych mają charakter mezotroficzny. We florze dominują mchy brunatne (wśród nich relikty polodowcowe – Paludella squarrosa i Helodium blandowii), turzyce i niektóre torfowce. Na niektórych torfowiskach soligenicznych liczne są rośliny z rodziny storczykowatych, czego przykładem może być odcinek Doliny Rospudy poniżej miejscowości Chodorki na Pojezierzu Suwalskim. Wiele gatunków spotykanych na tego typu siedliskach jest zagrożona wymarciem i umieszczonych w Polskiej Czerwonej Księdze Roślin. Ekosystemy torfowisk soligenicznych są bardzo zagrożone przez melioracje, prowadzące do przesuszenia złoży torfu, jego natlenienia i uruchomienia nieodwracalnych procesów degeneracyjnych. W tej sytuacji dochodzi do szybkiego uwolnienia biogenów, m.in. związanego wcześniej fosforu, co umożliwia rozwój pospolitych roślin, takich jak trzcina pospolita czy wierzby. W szybkim czasie rośliny te wypierają bardziej wrażliwe gatunki o wąskich preferencjach siedliskowych, co prowadzi do zaniku mechowisk. Niegdyś częste w krajobrazie pojezierzy Polski północnej, torfowiska soligeniczne są dziś bardzo rzadkie, zaś jedynym w Europie tego typu obiektem nie wykazującym spowodowanych przez człowieka zmian degeneracyjnych, jest kompleks torfowisk Doliny Rospudy, według większości badaczy torfowisk i działaczy organizacji ekologicznych zagrożony przez budowę Obwodnicy Augustowa.